# Frankluquetia inexpectata
Frankluquetia inexpectata är en skalbaggsart som beskrevs av Tavakilian 2004. Frankluquetia inexpectata ingår i släktet Frankluquetia och familjen långhorningar. Inga underarter finns listade i Catalogue of Life.